# Manantial Sur (Tucumán)
Manantial Sur es un barrio planificado de San Miguel de Tucumán, Tucumán, Argentina. Se encuentra delimitado por las avenidas Manantial Sur, Colón, las calles Chiclana, William Biss y la diagonal Sur. Junto con Lomas de Tafí, son los complejos habitacionales más grandes de Tucumán, contando con 2500 viviendas.

## Historia
El barrio comenzó a construirse en 2013, siendo destinado a personas que habitaban en villas de emergencia y viviendas precarias. En 2014 comenzaron los primeros traslados de personas al barrio, desde los asentamientos Angela Riera y el Triángulo de la capital Tucumana. Dada la magnitud del proyecto (2500 viviendas), ese mismo año se traspasaron las tierras del futuro al municipio capitalino, bajo el argumento oficial de una mejor administración de los servicios públicos. Este cambio territorial fue criticado por la oposición al gobierno del entonces gobernador José Alperovich, quienes esgrimieron que solo era una maniobra política con fines electorales.
Originalmente se entregaron 1161 viviendas, quedando alrededor de 1022 viviendas abandonadas a medio construir. Posteriormente, se fueron entregando periódicamente estas viviendas. En 2021, a raíz de la gran inseguridad y falta de fuerzas de seguridad cercanas al barrio, se inauguró la Comisaría 15° de la policía de Tucumán y en 2022 se inauguraron dos plazas con canchas de básquet, fútbol, vóley, mobiliario urbano y caminería. En 2023 se proyectó la construcción de 3068 viviendas distribuidas en 56 monobloques y dúplex y 13 torres.

## Educación
- Escuela Secundaria Manantial Sur
- Jardín de infantes Manantial Sur

## Seguridad
- Comisaría Seccional 15°

## Transporte

### Líneas de colectivos
- Línea 11
- Línea 17